# Sekretär (Möbel)

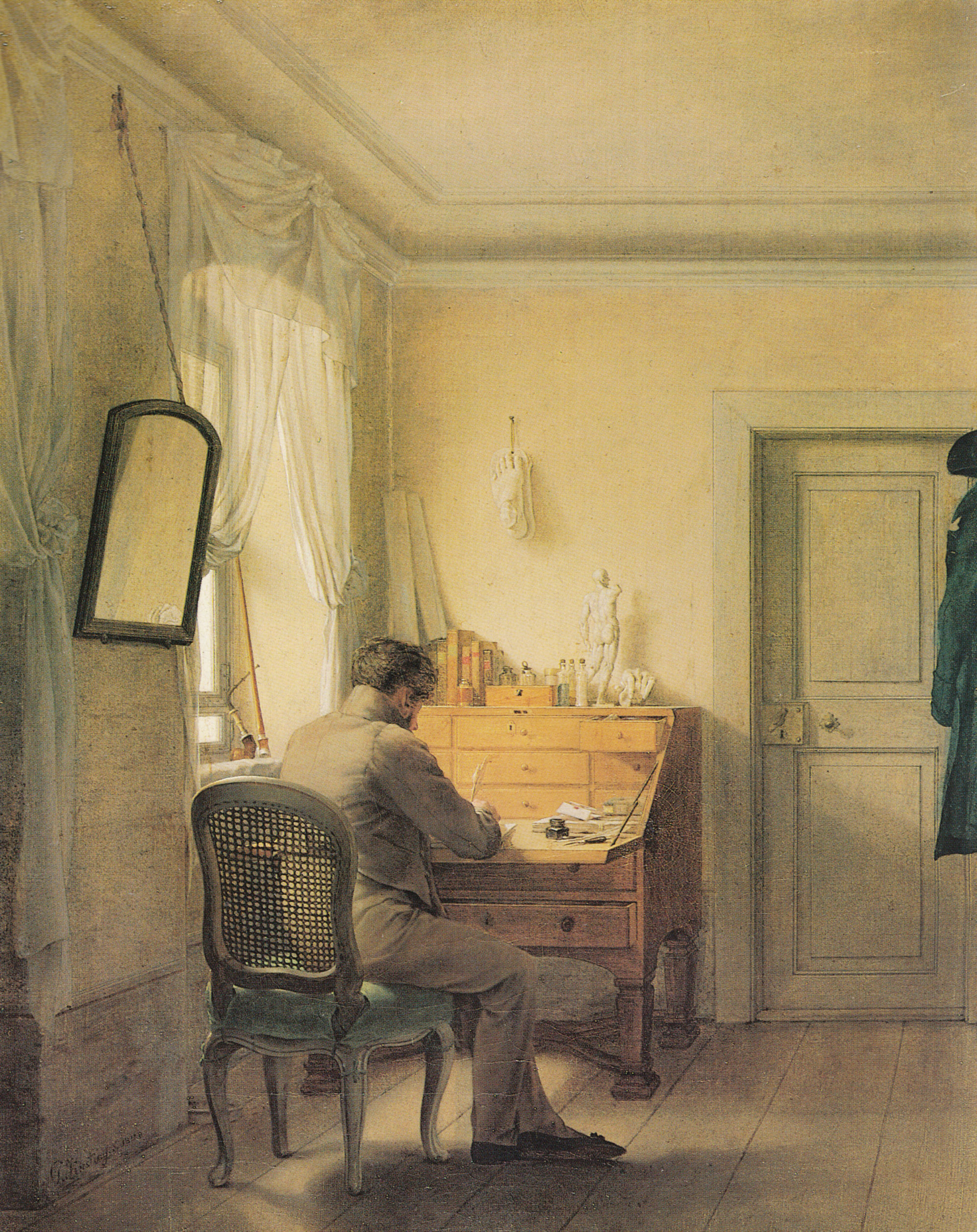
Mann am Sekretär, Gemälde von Georg Friedrich Kersting, der als Interieurmaler des 19. Jahrhunderts eine Vielzahl von authentischen Innenraumansichten mit Personen an Sekretären, Schreib- und Arbeitstischen geschaffen hat

Der Sekretär, oder auch Schreibschrank, ist ein Möbelstück mit einer Schreibfläche sowie Schubladen und Fächern mit und ohne Türen. Im Gegensatz zu einem Schreibtisch befinden sich auch hinter und oberhalb der Schreibfläche Fächer. Bei vielen Modellen lässt sich die Schreibfläche einklappen oder mit einer Art Rollladen verdecken. Hierdurch ähnelt der Sekretär äußerlich einer Kommode oder einem Schrank.
Großer Beliebtheit erfreute sich der Sekretär im 18. und 19. Jahrhundert, insbesondere in der Zeit des Biedermeier. Er hat sich aus dem Kabinettschrank entwickelt und war, im Gegensatz zum Stehpult, vornehmlich für den privaten Gebrauch bestimmt. Beide können als Vorläufer des Schreibtisches gesehen werden.

## Gestaltung

### Frühe Exemplare und Biedermeier

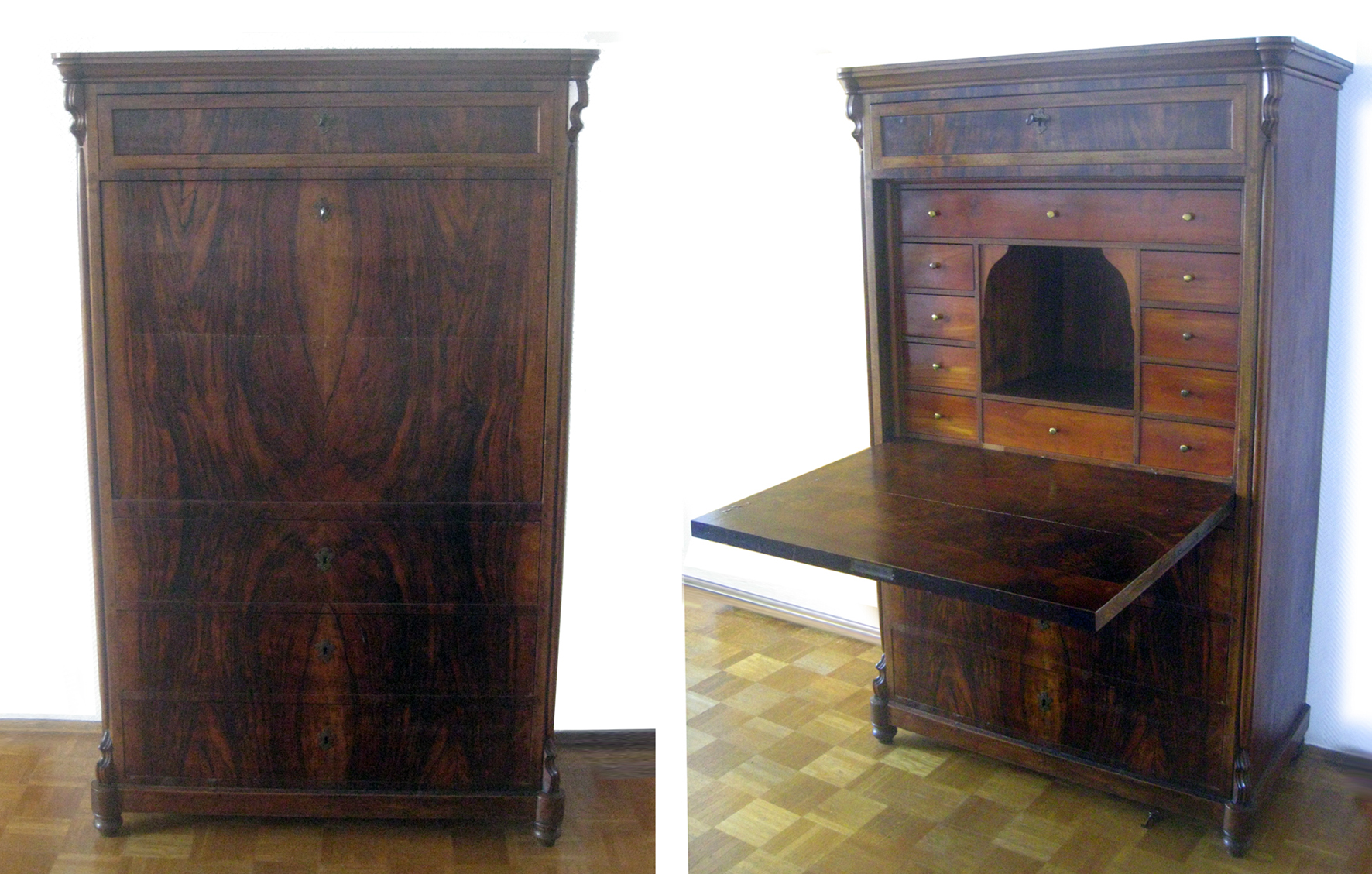
Französischer Secrétaire à abattant aus dem späten Biedermeier (geschlossen und geöffnet)

Frühe Exemplare sind einem Schrank oder einer Kommode entlehnt, spätere gleichen eher einem Tisch mit Aufsatz. Das Design der Möbel variierte zwischen diesen funktionalen Extremen, aber auch zwischen den Stilen verschiedener Epochen.
Die Kommode hatte in der Regel drei Schubfächer, aus Frankreich sind aber auch Exemplare mit verschließbaren Türen und dahinter versteckten Schubladenreihen bekannt. Der Aufsatz enthielt Sortierfächer, Schubfächer und Aussparungen für Tinte, Papier, Dokumente und Ähnliches, und war mit einem nach vorne ausklappbaren Pultdeckel verschlossen, der im geöffneten Zustand als Schreibplatte diente. Mit der Zeit gab es im Design eine Reihe von Veränderungen, zum Beispiel Spiegeltüren über dem Mittelteil, mehr Beinfreiheit für den Benutzer, oder auch Schubladenreihen rechts und links der mittigen Aussparung des Aufsatzes.
Ursprünglich als ein kompaktes Möbel für eine Vielzahl von Bedürfnissen entwickelt, wurde die Gestaltung des Sekretärs Ende des 18. Jahrhunderts immer leichter und eleganter. Die massive Basis wich Unterteilen mit mehr oder weniger fantasievoll gestalteten Füßen und nahm immer mehr die Form eines Tisches anstatt einer Kommode an. Die Schreibplatte ließ sich herausziehen, und die darüber liegenden Fächer und Schübe verbargen sich hinter einem im Viertelkreis geführten Rollladen. Dieser Teil wie auch die sich daraus entwickelnde Art des Schreibtischs mit im Halb- oder Viertelkreis geführten Rollladen und ohne Aufsatz wurde „Zylinderbureau“ genannt.
Das Zylinderbüro war nach 1760 eines der wichtigsten Möbel der Pariser Tischlerkunst. Ein weiteres Möbel aus Frankreich waren die kleinen Bonheur du jour. Diese waren Damenschreibtische, die zwar kaum Schubladen oder Ablagen hatten, dafür aber noch aufwendiger gearbeitet waren, sogar mit Mosaikarbeiten.
Der Sekretär oder Schreibschrank gelangte Anfang des 18. Jahrhunderts nach Deutschland, vornehmlich über England und die Niederlande. Von dort sind zumeist auch die deutschen Möbel inspiriert. Anders als die französischen und englischen Exemplare sind diese seltener aus exotischen Edelhölzern ausgeführt, sondern häufiger aus heimischen Hölzern etwa mit Furnieren von Obstbäumen.
Eine Besonderheit aus der Zeit des Biedermeier sind die sogenannten Blender, dabei handelt es sich um Schränke, deren Front jedoch so gestaltet ist, dass sie das Aussehen eines Sekretärs imitiert.
Viele historische Sekretäre sind mit Geheimfächern ausgestattet, die für den normalen Betrachter nicht einfach zu erkennen waren. Dadurch war die Möglichkeit gegeben, Geld, aber auch vertrauliche Briefe und Dokumente zu verstecken. 

### Ab 1900
Mit der Dienstleistungsgesellschaft nahm das Ansehen von Schreibarbeit ab, so dass auch Sekretäre nicht mehr gefertigt wurden. Seit den 1920er Jahren übernahmen leichtere Schreibtische, häufig aus Stahlrohr gefertigt, deren Funktion. Allem voran wegen der edlen Hölzer und aufwändigen Furnierarbeiten sind historische Sekretäre heute als Antiquitäten gefragt und werden seit etwa 1970 auch reproduziert. Sie dienen jedoch meist mehr zur Dekoration, da die vergleichsweise kleine Schreibfläche heutigen Ansprüchen an einen Arbeitsplatz (Aufstellung von Computer und Telefon, Platz für eine Lampe usw.) kaum entspricht.
Mit dem Aufkommen von Laptops, die wenig Platz benötigen, werden moderne Sekretäre für die Einrichtung von Heimarbeitsplätzen angeboten, die durch die klappbare Arbeitsfläche oder durch kleinere Maße platzsparender sind als Schreibtische.

### Galerie

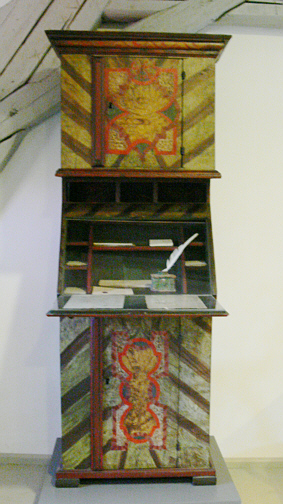
Ländlicher Sekretär im Volkskundemuseum Erfurt
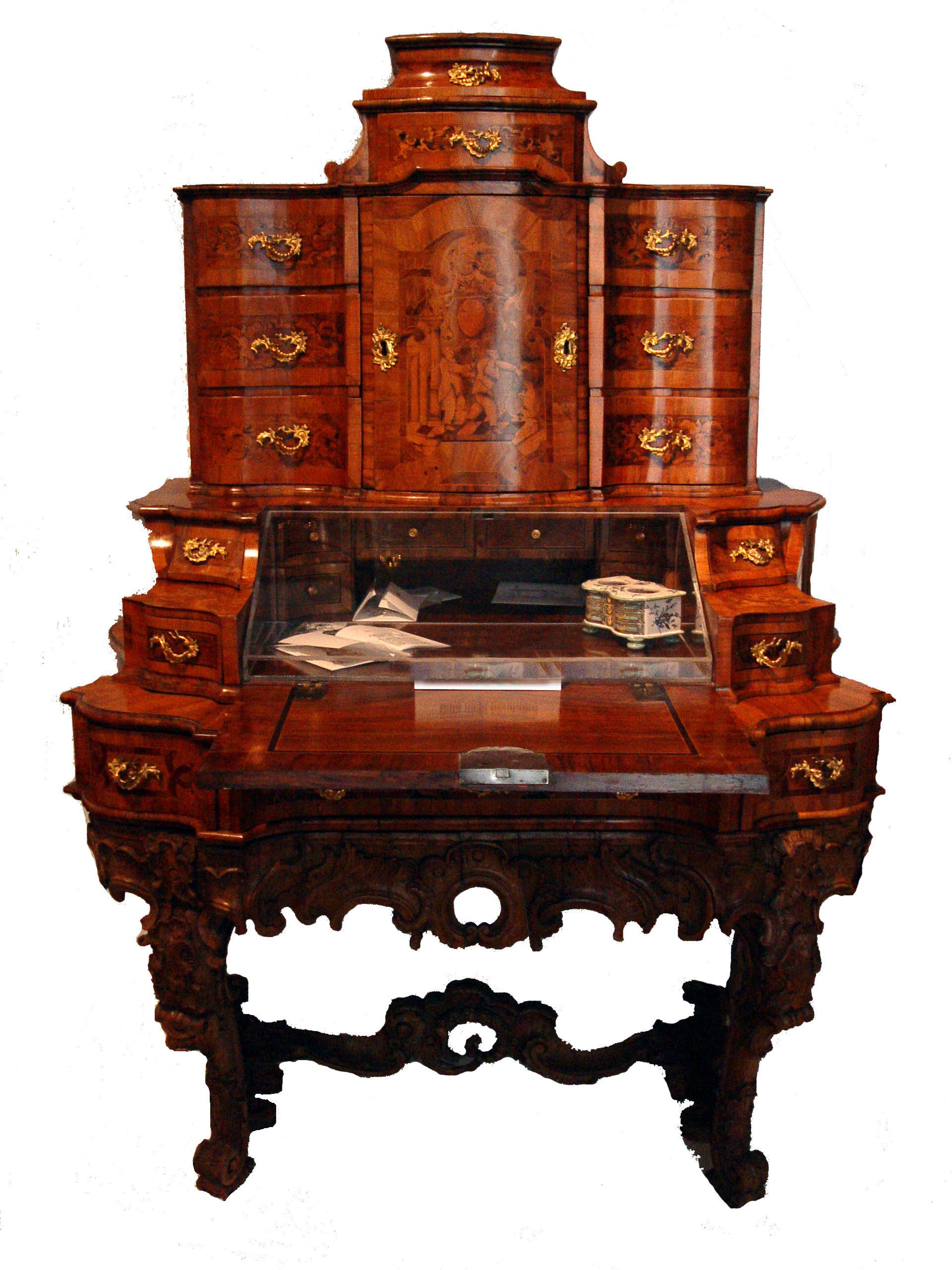
Rokoko-Sekretär aus dem Karlsruher Schloss
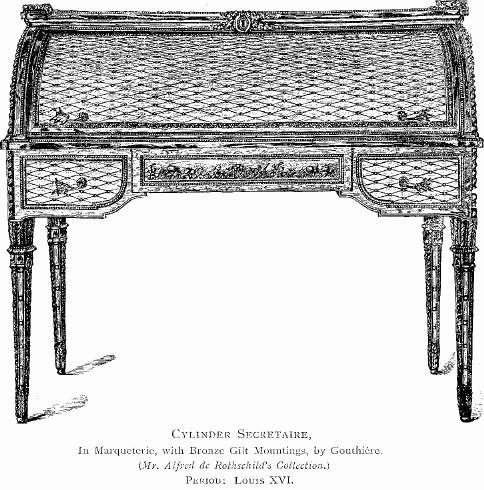
Niedriger Sekretär aus dem Louis Seize
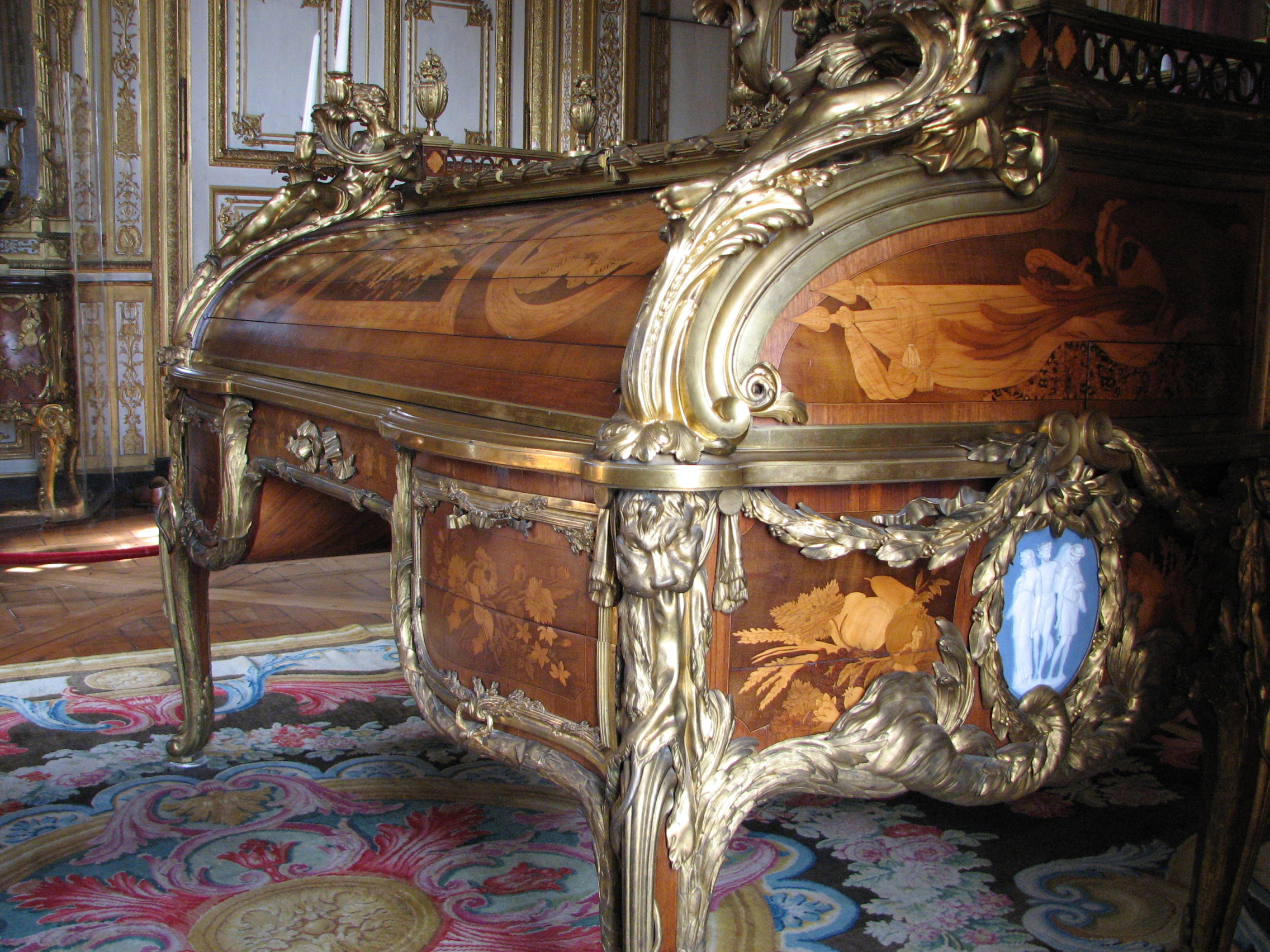
Zylindersekretär von Ludwig XV.
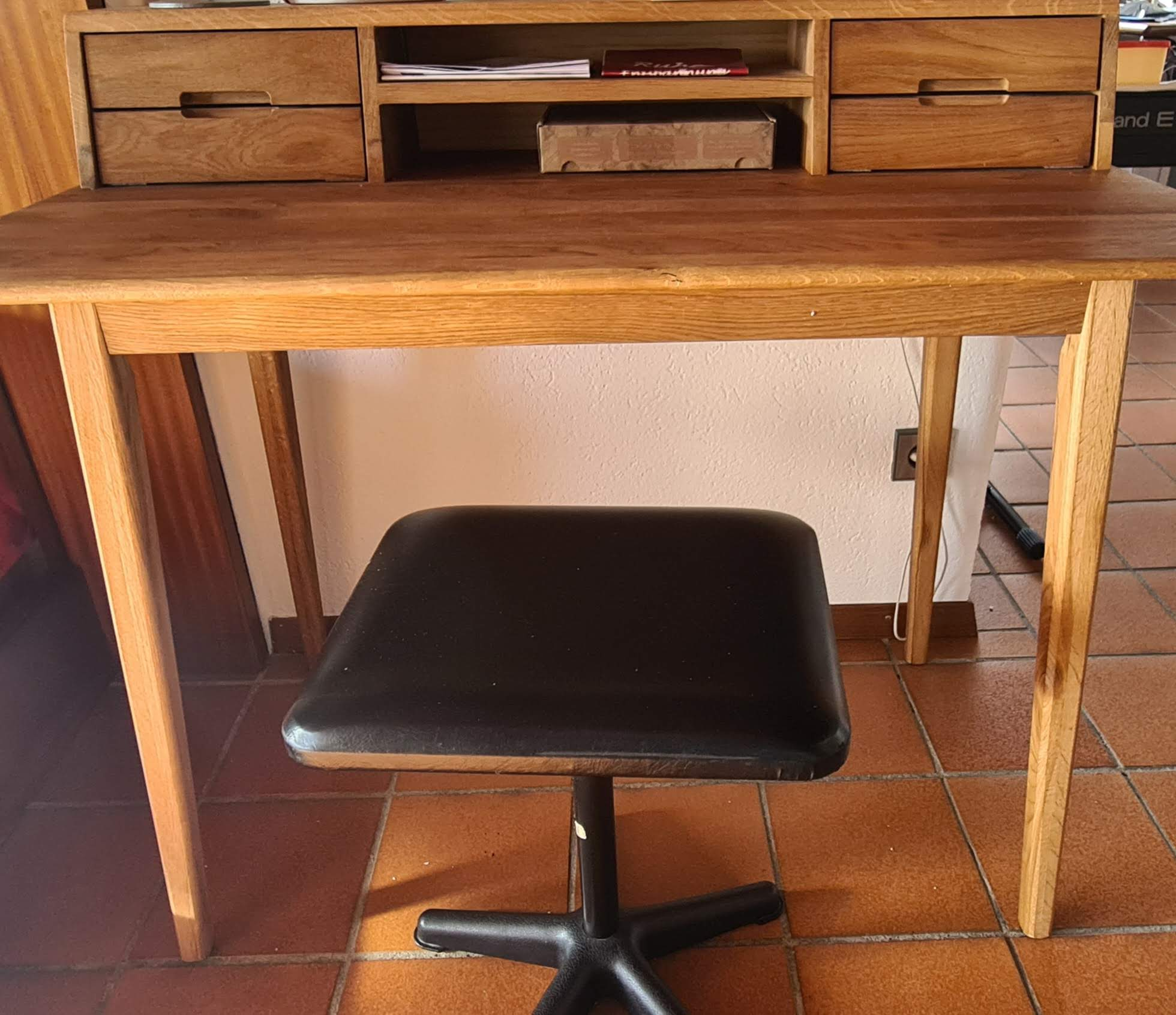
Moderner Sekretär 2023